# Rendez-vous de chasse des comtes de Foix
Le rendez-vous de chasse des comtes de Foix se trouve au village de Siguer, en Sabarthès dans le département de l'Ariège, en France.

## Histoire
À 743 mètres d'altitude, cet immeuble daterait de 1487. Il aurait été transformé en maison des consuls de la vallée de Siguer en 1585 selon un bas-relief sculpté indiquant cette date.
Le bâtiment est classé au titre des Monuments historiques par arrêté du 6 avril 1987.

## Architecture
Il s'agit d'un immeuble à pans de bois sculptés avec parements en brique toulousaine.

## Littérature
L'immeuble tient une place cardinale dans le roman de Gilbert Galy publié en 2013 et intitulé La Maison de chasse des comtes de Foix.